# Associazione Calcio Napoli 1958-1959
Questa voce raccoglie le informazioni riguardanti l'Associazione Calcio Napoli nelle competizioni ufficiali della stagione 1958-1959.

## Stagione
Nella Stagione 1958-1959 il Napoli ha disputato il campionato di Serie A, con 34 punti ha ottenuto la settima piazza, il titolo di campione d'Italia è andato al Milan con 52 punti, al secondo posto la Fiorentina con 49 punti. Sono retrocesse in Serie B la Triestina ed il Torino con 23 punti.
Il Napoli sempre guidato dall'allenatore Amedeo Amadei si è rinforzato con l'arrivo dell'attaccante brasiliano Emanuele Del Vecchio dal Verona, che realizzerà un bottino di 13 reti nella sua prima stagione partenopea in campionato e 2 reti all'Inter in Coppa Italia. Il Napoli non è riuscito a ripetere la stagione precedente che era stata chiusa al quarto posto, ma deve accontentarsi di finire il campionato al settimo posto. È anche incappato in alcune pesanti sconfitte esterne, come il (6-1) subito dal Milan e umiliante l'(8-0) subito dalla Roma che resta la peggior sconfitta mai patita dai partenopei in Serie A. In Coppa Italia è entrato al terzo turno battendo il Messina (5-0), per poi trovare disco rosso con l'Inter (3-2).

## Divise
| Prima divisa | Divisa portiere |

## Organigramma societario
- Presidente: Alfonso Cuomo
- Allenatore: Amedeo Amadei

## Rosa
| N. |                   | Ruolo | Calciatore           |
| -- | ----------------- | ----- | -------------------- |
|    | Italia (bandiera) | P     | Ottavio Bugatti      |
|    | Italia (bandiera) | P     | Brenno Fontanesi     |
|    | Italia (bandiera) | D     | Rodolfo Beltrandi    |
|    | Italia (bandiera) | D     | Luciano Comaschi     |
|    | Italia (bandiera) | D     | Guglielmo Costantini |
|    | Italia (bandiera) | D     | Pier Luigi Del Bene  |
|    | Italia (bandiera) | D     | Cesare Franchini     |
|    | Italia (bandiera) | D     | Elia Greco           |
|    | Italia (bandiera) | D     | Dolo Mistone         |
|    | Italia (bandiera) | D     | Celso Posio          |
|    | Italia (bandiera) | C     | Gino Bertucco        |

| N. |                      | Ruolo | Calciatore               |
| -- | -------------------- | ----- | ------------------------ |
|    | Italia (bandiera)    | C     | Piero Betello            |
|    | Italia (bandiera)    | C     | Luigi Brugola            |
|    | Italia (bandiera)    | C     | Amedeo Gasparini         |
|    | Italia (bandiera)    | C     | Sergio Morin             |
|    | Argentina (bandiera) | C     | Bruno Pesaola (capitano) |
|    | Italia (bandiera)    | C     | Alessandro Vitali        |
|    | Brasile (bandiera)   | A     | Emanuele Del Vecchio     |
|    | Italia (bandiera)    | A     | Beniamino Di Giacomo     |
|    | Italia (bandiera)    | A     | Vincenzo Di Mauro        |
|    | Italia (bandiera)    | A     | Carlo Novelli            |
|    | Brasile (bandiera)   | A     | Luís Vinício             |

## Calciomercato
| Acquisti | Acquisti             | Acquisti    | Acquisti   |
| R.       | Nome                 | da          | Modalità   |
| -------- | -------------------- | ----------- | ---------- |
| D        | Guglielmo Costantini | SPAL        | definitivo |
| A        | Alessandro Vitali    | Alessandria | definitivo |
| A        | Emanuele Del Vecchio | Verona      | definitivo |

| Cessioni | Cessioni | Cessioni | Cessioni |
| R.       | Nome     | a        | Modalità |
| -------- | -------- | -------- | -------- |

## Risultati

### Serie A

#### Girone di andata
| Arbitro: | De Marchi (Pordenone) |

|                                |           |                                         |
| Maccacaro 24’ Abbadie 25’, 76’ | Marcatori | 23’ Bertucco 56’ Novelli 68’ Di Giacomo |

| Arbitro: | Liverani (Torino) |

|  |           |           |
|  | Marcatori | 5’ Danova |

| Arbitro: | Ubezio (Novara) |

|                                            |           |                            |
| Del Vecchio 23’ Pesaola 54’ Di Giacomo 63’ | Marcatori | 49’ Cucchiaroni 85’ Milani |

| Arbitro: | Guarnaschelli (Pavia) |

|                      |           |  |
| Nicolè 5’ Sivori 47’ | Marcatori |  |

| Arbitro: | Gambarotta (Genova) |

|                |           |  |
| Di Giacomo 90’ | Marcatori |  |

| Roma 26 ottobre 1958 6ª giornata | Lazio            | 0 – 0 | Napoli | Stadio Olimpico\| Arbitro: \| Jonni (Macerata) \| |
| Arbitro:                         | Jonni (Macerata) |       |        |                                                   |

| Arbitro: | Campanati (Milano) |

|                           |           |             |
| Beltrandi 57’ Vinicio 74’ | Marcatori | 80’ Mariani |

| Arbitro: | Rigato (Mestre) |

|                                  |           |  |
| Vinicio 40’ Del Vecchio 51’, 89’ | Marcatori |  |

| Arbitro: | Perego (Milano) |

|             |           |                            |
| Virgili 17’ | Marcatori | 2’ Vinicio 46’ Del Vecchio |

| Napoli 30 novembre 1958 10ª giornata | Napoli          | 0 – 0 | SPAL | Stadio del Vomero\| Arbitro: \| Moriconi (Roma) \| |
| Arbitro:                             | Moriconi (Roma) |       |      |                                                    |

| Trieste 7 dicembre 1958 11ª giornata | Triestina    | 0 – 0 | Napoli | Stadio Giuseppe Grezar\| Arbitro: \| Adami (Roma) \| |
| Arbitro:                             | Adami (Roma) |       |        |                                                      |

| Napoli 21 dicembre 1958 12ª giornata | Napoli            | 0 – 0 | Alessandria | Stadio del Vomero\| Arbitro: \| Bartolomei (Roma) \| |
| Arbitro:                             | Bartolomei (Roma) |       |             |                                                      |

| Arbitro: | Angelini (Firenze) |

|             |           |                 |
| Maschio 30’ | Marcatori | 10’ Del Vecchio |

| Arbitro: | Moriconi (Roma) |

|               |           |             |
| Angelillo 78’ | Marcatori | 80’ Vinicio |

| Arbitro: | De Magistris (Torino) |

|           |           |            |
| Posio 76’ | Marcatori | 8’ Bettini |

| Arbitro: | Jonni (Macerata) |

|                 |           |                                 |
| Del Vecchio 88’ | Marcatori | 29’ (rig.) Mazzoni 40’ Catalano |

| Arbitro: | De Marchi (Pordenone) |

|                                       |           |             |
| Petris 6’ Hamrin 44’, 79’ Gratton 68’ | Marcatori | 15’ Vinicio |

#### Girone di ritorno
| Arbitro: | Rigato (Mestre) |

|                                  |           |                          |
| Del Vecchio 24’ Bruno 65’ (aut.) | Marcatori | 19’ Frignani 43’ Barison |

| Arbitro: | Orlandini (Roma) |

|                                                     |           |                     |
| Grillo 9’, 49’ Altafini 12’, 19’ Danova 53’Bean 62’ | Marcatori | 58’ (aut.) Liedholm |

| Genova 15 febbraio 1959 20ª giornata | Sampdoria         | 0 – 0 | Napoli | Stadio Luigi Ferraris\| Arbitro: \| Bartolomei (Roma) \| |
| Arbitro:                             | Bartolomei (Roma) |       |        |                                                          |

| Napoli 22 febbraio 1959 21ª giornata | Napoli              | 0 – 0 | Juventus | Stadio del Vomero\| Arbitro: \| Lo Bello (Siracusa) \| |
| Arbitro:                             | Lo Bello (Siracusa) |       |          |                                                        |

| Arbitro: | Grignani (Milano) |

|                            |           |                                     |
| Savoini 60’ Cappellaro 66’ | Marcatori | 22’, 72’ Di Giacomo 31’ Del Vecchio |

| Arbitro: | Ubezio (Novara) |

|                |           |           |
| Di Giacomo 52’ | Marcatori | 14’ Tozzi |

| Padova 22 marzo 1959 24ª giornata | Padova                | 0 – 0 | Napoli | Stadio Silvio Appiani\| Arbitro: \| De Magistris (Torino) \| |
| Arbitro:                          | De Magistris (Torino) |       |        |                                                              |

| Arbitro: | De Marchi (Pordenone) |

|                                                                       |           |  |
| Lojodice 6’ Pestrin 8’, 75’ da Costa 12’, 22’, 62’ Selmosson 74’, 88’ | Marcatori |  |

| Arbitro: | Rigato (Mestre) |

|                          |           |                 |
| Beltrandi 18’ Vitali 67’ | Marcatori | 30’, 49’ Crippa |

| Arbitro: | Mori (Cremona) |

|                        |           |               |
| Morbello 15’ Sorio 86’ | Marcatori | 7’ Di Giacomo |

| Arbitro: | Orlandini (Roma) |

|                 |           |  |
| Del Vecchio 53’ | Marcatori |  |

| Arbitro: | Campanati (Milano) |

|                                  |           |                 |
| Pistorello 26’ Tacchi 56’ (rig.) | Marcatori | 82’ Del Vecchio |

| Arbitro: | Rebuffo (Milano) |

|                                                             |           |                      |
| Vinicio 4’ (rig.) Vitali 32’ Del Vecchio 44’ Di Giacomo 69’ | Marcatori | 17’ Bodi 86’ Maschio |

| Arbitro: | Pieri (Trieste) |

|                 |           |  |
| Del Vecchio 76’ | Marcatori |  |

| Arbitro: | Ferrari (Milano) |

|                    |           |                 |
| Manente 61’ (rig.) | Marcatori | 69’ Del Vecchio |

| Bari 2 giugno 1959 33ª giornata | Bari              | 0 – 0 | Napoli | Stadio della Vittoria\| Arbitro: \| Liverani (Torino) \| |
| Arbitro:                        | Liverani (Torino) |       |        |                                                          |

| Arbitro: | Adami (Roma) |

|                           |           |                                   |
| Vinicio 70’ Gasparini 82’ | Marcatori | 23’ Morosi 43’ Petris 54’ Greatti |

### Coppa Italia
| Arbitro: | Smorto (Reggio Calabria) |

|                                                   |           |  |
| Di Giacomo 32’, 70’ Betello 57’, 74’ Bertucco 67’ | Marcatori |  |

| Arbitro: | De Marchi (Pordenone) |

|                               |           |                      |
| Firmani 17’, 42’ Lindskog 77’ | Marcatori | 46’, 57’ Del Vecchio |

## Statistiche

### Statistiche di squadra
| Competizione | Punti | In casa | In casa | In casa | In casa | In casa | In casa | In trasferta | In trasferta | In trasferta | In trasferta | In trasferta | In trasferta | Totale | Totale | Totale | Totale | Totale | Totale | DR  |
| Competizione | Punti | G       | V       | N       | P       | Gf      | Gs      | G            | V            | N            | P            | Gf           | Gs           | G      | V      | N      | P      | Gf     | Gs     | DR  |
| ------------ | ----- | ------- | ------- | ------- | ------- | ------- | ------- | ------------ | ------------ | ------------ | ------------ | ------------ | ------------ | ------ | ------ | ------ | ------ | ------ | ------ | --- |
| Serie A      | 34    | 17      | 7       | 7       | 3       | 24      | 17      | 17           | 2            | 9            | 6            | 15           | 33           | 34     | 9      | 16     | 9      | 39     | 50     | -11 |

### Statistiche dei giocatori
| Giocatore      | Serie A  | Serie A | Coppa Italia | Coppa Italia | Totale   | Totale |
| Giocatore      | Presenze | Reti    | Presenze     | Reti         | Presenze | Reti   |
| -------------- | -------- | ------- | ------------ | ------------ | -------- | ------ |
| R. Beltrandi   | 26       | 2       | 1            | 0            | 27       | 2      |
| G. Bertucco    | 21       | 1       | 1            | 2            | 22       | 3      |
| P. Betello     | 8        | 0       | 1            | 1            | 9        | 1      |
| L. Brugola     | 9        | 0       | 0            | 0            | 9        | 0      |
| O. Bugatti     | 32       | -46     | 1            | -3           | 33       | -49    |
| L. Comaschi    | 28       | 0       | 1            | 0            | 29       | 0      |
| G. Costantini  | 14       | 0       | 1            | 0            | 15       | 0      |
| P. Del Bene    | 5        | 0       | 1            | 0            | 6        | 0      |
| E. Del Vecchio | 25       | 13      | 1            | 2            | 26       | 15     |
| B. Di Giacomo  | 33       | 8       | 2            | 2            | 35       | 10     |
| B. Fontanesi   | 2        | -4      | 1            | 0            | 3        | -4     |
| C. Franchini   | 5        | 0       | 2            | 0            | 7        | 0      |
| A. Gasparini   | 12       | 1       | 0            | 0            | 12       | 1      |
| E. Greco       | 34       | 0       | 1            | 0            | 35       | 0      |
| D. Mistone     | 2        | 0       | 0            | 0            | 2        | 0      |
| S. Morin       | 16       | 0       | 2            | 0            | 18       | 0      |
| C. Novelli     | 12       | 1       | 2            | 0            | 14       | 1      |
| B. Pesaola     | 26       | 1       | 2            | 0            | 28       | 1      |
| C. Posio       | 22       | 1       | 1            | 0            | 23       | 1      |
| L. Vinicio     | 28       | 7       | 1            | 0            | 29       | 7      |
| A. Vitali      | 14       | 2       | 1            | 0            | 15       | 2      |